# Danh sách Giải thưởng Hồ Chí Minh về Văn học Nghệ thuật
Giải thưởng Hồ Chí Minh về Văn học Nghệ thuật được trao cho tác giả của các lĩnh vực âm nhạc, văn học, sân khấu, mỹ thuật, nhiếp ảnh, múa, điện ảnh, văn nghệ dân gian và kiến trúc. có giá trị rất cao về văn học, nghệ thuật, về nội dung tư tưởng, có tác dụng lớn phục vụ sự nghiệp cách mạng, có ảnh hưởng rộng lớn và lâu dài trong đời sống nhân dân, góp phần quan trọng vào sự nghiệp phát triển nền kinh tế quốc dân. Đây được xem là giải thưởng danh giá nhất hiện nay tại Việt Nam.
Bộ Văn hóa, Thể thao và Du lịch là Bộ chủ trì thành lập Hội đồng Giải thưởng để tư vấn cho Thủ tướng trình danh sách lên Chủ tịch nước phê duyệt.
Cho đến nay, Giải thưởng Hồ Chí Minh về Văn học nghệ thuật được ký quyết định trao tặng vào các năm 1996, 2000, 2005, 2012, 2017, 2022.

## Đợt 1 vào năm 1996[1]

### Văn học (14 giải)
- Nam Cao với nhật ký Ở rừng, các truyện ngắn Đôi mắt, Chí Phèo, tiểu thuyết Sống mòn.
- Huy Cận (Viện sĩ Viện Hàn lâm Thơ thế giới) với các tập thơ Trời mỗi ngày lại sáng, Đất nở hoa, Chiến trường gần chiến trường xa, Ngày hằng sống, ngày hằng thơ, Hạt lại gieo.
- Xuân Diệu (Viện sĩ thông tấn Viện Hàn lâm Nghệ thuật Cộng hòa Dân chủ Đức) với trường ca Ngọn quốc kỳ, các tập thơ Riêng chung, Mũi Cà Mau - Cầm tay, Tôi giàu đôi mắt.
- Tố Hữu với các tập thơ Từ ấy, Việt Bắc, Gió lộng, Ra trận, Máu và Hoa, Một tiếng đờn.
- Nguyên Hồng với tiểu thuyết Bỉ vỏ, hồi kí Những ngày thơ ấu, bộ tiểu thuyết 4 tập Cửa biển, bộ tiểu thuyết Núi rừng Yên Thế.
- Nguyễn Công Hoan với tập truyện ngắn Kép Tư Bền, các tiểu thuyết Bước đường cùng, Nông dân và địa chủ, Tranh tối tranh sáng, Người cặp rằng trong hầm xay lúa.
- Nguyễn Tuân với các tập tùy bút Đường vui, Tùy bút Kháng chiến, Sông Đà, Tình chiến dịch, Hà Nội ta đánh Mỹ giỏi.
- Nguyễn Đình Thi với các tiểu thuyết Xung kích, Vào lửa, Mặt trận trên cao, bộ tiểu thuyết 2 tập Vỡ bờ, các tập thơ Người chiến sĩ, Bài thơ Hắc Hải.
- Ngô Tất Tố với các tiểu thuyết Tắt đèn, Lều chõng, các phóng sự Việc làng, Phiên chợ trung du.
- Chế Lan Viên với các tập thơ Ánh sáng và phù sa, Hoa ngày thường, chim báo bão, Những bài thơ đánh giặc, Đối thoại mới, Hoa trước Lăng Người.
- Hải Triều với các tác phẩm Duy vật hay duy tâm, Văn sĩ và xã hội, Về văn học nghệ thuật.
- Nguyễn Huy Tưởng với các vở kịch Vũ Như Tô, Bắc Sơn, các tiểu thuyết Đêm hội Long Trì, Sống mãi với Thủ đô, Tìm mẹ, Lá cờ thêu sáu chữ vàng, Ký sự Cao Lạng, truyện phim Lũy hoa.
- Tế Hanh với các tập thơ Lòng miền Nam, Gửi miền Bắc, Tiếng sóng, Bài thơ tháng Bảy, Hai nửa yêu thương, Khúc ca mới, Đi suốt bài ca.
- Tô Hoài với các truyện dài Dế Mèn phiêu lưu ký, Núi Cứu quốc, tập Truyện Tây Bắc, tiểu thuyết Mười năm.

### Mỹ thuật (8 giải)
- Tô Ngọc Vân với tác phẩm tranh sơn mài: Bộ đội nghỉ bên chân đồi; tranh sơn dầu: Hồ Chủ tịch ở Bắc Bộ phủ, Xưởng quân giới; tranh khắc gỗ: Hồ Chủ tịch làm việc; các bộ tranh kí họa về nông dân trong cải cách ruộng đất (1953) và về bộ đội trong chiến dịch Điện Biên Phủ (1954).
- Nguyễn Sáng với các tác phẩm tranh sơn dầu: Giặc đốt làng tôi, Thiếu nữ bên hoa sen và các tác phẩm tranh sơn mài: Kết nạp đảng trong chiến hào Điện Biên Phủ, Thành đồng Tổ quốc.
- Nguyễn Tư Nghiêm với các tác phẩm tranh sơn mài: Con nghé, Đêm giao thừa, Nông dân đấu tranh chống thuế, Tranh Gióng, Điệu múa cổ.
- Trần Văn Cẩn với các tác phẩm tranh sơn mài: Tát nước đồng chiêm, Thằng cu đất mỏ, Mùa đông sắp đến, Mưa mai trên sông Kiến và các tác phẩm tranh sơn dầu: Công nhân mỏ, Nữ dân quan miền biển.
- Bùi Xuân Phái với các tác phẩm tranh sơn dầu về Hà Nội: Hà Nội kháng chiến, Vợ chồng chèo, Sân khấu chèo, Xe bò trong phố cổ, Phố cổ Hà Nội, Phố vắng và Trước giờ biểu diễn.
- Nguyễn Đỗ Cung với các tác phẩm tranh sơn dầu: Chân dung Hồ Chủ tịch, Học hỏi lẫn nhau, Công nhân cơ khí, Tan ca, mời chị em đi học để thi thợ giỏi và các tác phẩm tranh bột màu: Du kích La Hai, Dân quân tập bắn.
- Nguyễn Phan Chánh với các tác phẩm tranh lụa: Bữa cơm mùa thắng lợi, Sau giờ trực chiến, Trăng tơ, Chân dung tự họa, Chơi ô ăn quan và Cô gái rửa rau.
- Diệp Minh Châu với tác phẩm tranh vẽ bằng máu trên lụa: Tranh Hồ Chủ tịch và Thiếu nhi Trung Nam Bắc và các bức tượng: Hương Sen, Võ Thị Sáu, Bác Hồ bên suối Lênin, Bác Hồ với thiếu nhi.

### Nhiếp ảnh (4 giải)
- Lâm Hồng Long với các bức ảnh Mẹ con ngày gặp mặt, Bác Hồ bắt nhịp bài ca Kết đoàn.
- Vũ Năng An với bức ảnh: Bác Hồ tại mặt trận Đông Khê (1950).
- Võ An Ninh với các tác phẩm phóng sự: Phóng sự ảnh về hoạt động của Bác Hồ (1945 – 1946); Phóng sự về thanh niên cà nhân dân Sài Gòn đấu tranh chống Mỹ (1950).
- Nguyễn Bá Khoản với các bộ ảnh Đội quân Nam Tiến và Trung đoàn Thủ đô.

### Sân khấu (5 giải)
- Học Phi (Chu Văn Tập) với các vở kịch: Chị Hòa (1953), Một đảng viên (1960), Ni cô Đàm Vân (1975).
- Trần Hữu Trang với các vở cải lương: Đời cô Lựu (1936), Tô Ánh Nguyệt (1934), Mộng hoa vương, Đời nghệ sĩ và vở kịch Nguyễn Văn Trỗi (1955).
- Tống Phước Phổ với các tác phẩm kịch bản tuồng: Trưng Nữ Vương (1952), Lam Sơn khởi nghĩa (1957), An tư công chúa (1960).
- Đào Hồng Cẩm (Cao Mạnh Tùng) với các vở kịch: Chị Nhàn (1961), Nổi gió (1964), Đại đội trưởng của tôi (1974).
- Nghệ sĩ Nhân dân Tào Mạt (Nguyễn Duy Thục) với bộ ba chèo Bài ca giữ nước (1979 -1985).

### Văn nghệ dân gian (3 giải)
- Vũ Ngọc Phan với các tác phẩm: Truyện cổ Việt Nam (1955); Tục ngữ ca dao dân ca Việt Nam (1956 – 1994).
- Giáo sư Nguyễn Đổng Chi với các tác phẩm: Lược khảo về thần thoại Việt Nam (1957), Kho tàng truyện cổ tích Việt Nam (5 tập, xuất bản từ năm 1958 – 1982), Địa chí văn hóa dân gian Nghệ Tĩnh (1995 - chủ biên).
- Giáo sư Cao Huy Đỉnh với bộ ba công trình Tìm hiểu thần thoại Ấn Độ (1964), Người anh hùng làng Gióng (1969), Tìm hiểu tiến trình văn học dân gian Việt Nam (1974).

### Âm nhạc (5 giải)
- Đỗ Nhuận với các ca khúc: Nhớ chiến khu (1945), Du kích sông thao (1950), Hành quân xa (1953), Giải phóng Điện Biên (1954), Việt Nam quê hương tôi (1956), Trai anh hùng gái đảm đang (1964), Trông cây lại nhớ đến Người (1969) và các vở nhạc kịch Cô Sao (1966), Người tạc tượng (1968).
- Giáo sư Lưu Hữu Phước với các ca khúc: Ca ngợi Hồ Chủ tịch (1947), Đông Nam Á châu (1948), Tuổi hai mươi (1950), Cả cuộc đời về ta (1958), Dưới cờ Đảng vẻ vang (1960), Giải phóng miền Nam (1961), Thanh niên ba sẵn sàng (1965), Tiến về Sài Gòn, Tình Bác sáng đời ca (1969), Tiếng gọi thanh niên (1939), Hội nghị Diên Hồng, Hồn tử sĩ (1942 - 1943), Lên đàng (1944).
- Văn Cao với các ca khúc: Tiến quân ca (1945), Chiến sĩ Việt Nam (1945), Làng tôi (1947), Tiến về Hà Nội (1948), Ca ngợi Hồ Chủ tịch (1950) và bản Trường ca Sông Lô (1947).
- Hoàng Việt với các ca khúc: Nhạc rừng (1948), Lên ngàn (1947 - 1953), Lá xanh (1949), Tình ca (1956) và bản giao hưởng Quê hương (1965).
- Nguyễn Xuân Khoát với các ca khúc: Tiếng chuông nhà thờ (1947), Ta đã lớn (1956), Thanh niên làm theo lời Bác (1965) và các tác phẩm nhạc không lời: Ông Gióng (1970), Sơn Tinh, Thủy Tinh (1972).

### Múa (1 giải)
- Giáo sư, Nghệ sĩ Nhân dân Thái Ly với các tác phẩm Bả Khó, Bà mẹ Miền Nam, Bài ca hi vọng, Katu, Cánh chim và ánh mặt trời.

### Điện ảnh (1 giải)
- Đạo diễn, Nghệ sĩ Nhân dân Nguyễn Hồng Sến với các bộ phim tài liệu nghệ thuật: Đường ra phía trước (1969), Nghệ thuật của tuổi thơ (1971) và phim truyện Cánh đồng hoang (1979).

### Kiến trúc (3 giải)
- Nguyễn Cao Luyện với các tác phẩm: Trụ sở Quốc hội 35 Ngô Quyền, Hà Nội, thiết kế xây dựng năm 1960; Hội trường Ba Đình – đồng tác giả Trần Hữu Tiềm, thiết kế xây dựng năm 1962; Trụ sở Ủy ban nhân dân thị xã Nghĩa Lộ (1962 – 1964) và các cuốn sách Từ những mái nhà tranh cổ truyền (1973) và Chùa Tây Phương – một công trình văn hóa cổ độc đáo (1988).
- Hoàng Như Tiếp với các tác phẩm Bảo tàng Văn hóa các Dân tộc Việt Nam; Quy hoạch vùng Tam Thiên Mẫu và thiết kế các công trình xây dựng ở thôn Đào Viên, tỉnh Hải Hưng (1967 – 1970) cùng với quyển sách Mối quan hệ giữa quy hoạch lãnh thổ với quy hoạch xây dựng đô thị (1979).
- Huỳnh Tấn Phát với các tác phẩm: Quy hoạch thủ đô Hà Nội năm 1981; chỉ đạo và trực tiếp tham gia thiết kế các công trình Sân bay Nội Bài, Trường Đại học Sư phạm Hà Nội, Cung Thiếu nhi trung ương năm 1978; Bảo tàng Hồ Chí Minh (1979 – 1985).

## Đợt 2 vào năm 2000[1]

### Văn học (14 giải)
- Bùi Đức Ái (Anh Đức) với các tiểu thuyết Một chuyện chép ở bệnh viện, Hòn Đất và tập truyện, bút ký Bức thư Cà Mau.
- Nguyễn Minh Châu với các tiểu thuyết Dấu chân người lính, Cửa sông, truyện vừa Cỏ lau và tập truyện ngắn Người đàn bà trên chuyến tàu tốc hành.
- Nguyễn Khải với các tiểu thuyết Gặp gỡ cuối năm, Xung đột, Cha và con....
- Nguyễn Bính với các tập thơ Gửi người vợ miền Nam, Đêm sao sáng, Nước giếng thơi, Lỡ bước sang ngang.
- Nguyễn Văn Bổng với các tiểu thuyết Con Trâu, Rừng U Minh, Tiểu thuyết cuộc đời.
- Lưu Trọng Lư với các tập thơ Người con gái sông Ranh, Tiếng thu, Tỏa sáng đôi bờ.
- Nguyễn Quang Sáng (Nguyễn Sáng) với các kịch bản phim Cánh đồng hoang, Mùa gió chướng,tập truyện ngắn Chiếc lược ngà và tiểu thuyết Đất lửa.
- Hoài Thanh với các tác phẩm phê bình: Phê bình tiểu luận (3 tập), Nói chuyện thơ kháng chiến, Thi nhân Việt Nam.
- Nguyễn Thi (Nguyễn Ngọc Tấn) với các tiểu thuyết Người mẹ cầm súng, Ở xã Trung Nghĩa và các tập truyện ngắn Trăng sáng, Đôi bạn.
- Lê Khâm (Phan Tứ) với các tiểu thuyết Trước giờ nổ súng, Gia đình má Bẩy, Mẫn và tôi và tập truyện ngắn Về làng.
- Nông Quốc Chấn với các tập thơ Tiếng ca người Việt Bắc, Đèo gió, Suối và biển, Tuyển tập Nông Quốc Chấn.
- Trần Đình Đắc (Chính Hữu) với các tập thơ Đầu súng trăng treo, Thơ Chính Hữu.
- Hồ Trọng Hiếu (Tú Mỡ) với các tập thơ Dòng nước ngược, Nụ cười kháng chiến, Ông và cháu.
- Hà Nghệ (Hà Xuân Trường) với các các tác phẩm lý luận: Đường lối văn nghệ của Đảng – Vũ khí – Trí tuệ - Ánh sáng, Sự nghiệp văn hóa văn nghệ dưới ánh sáng Đại hội Đảng V, Trên một chặng đường, Văn học – Cuộc sống – Thời đại.

### Mỹ thuật (10 giải)
- Nguyễn Tiến Chung với các tác phẩm tranh lụa, tranh khắc gỗ màu, tranh sơn dầu: Được mùa (1958), Mùa gặt (1962), Chợ Nhông (1958), Hợp tác xã Tây Hồ, Phong cảnh Sài Sơn (1970), Nữ dân quân trao đổi kinh nghiệm bắn máy bay (1971).
- Huỳnh Văn Gấm với các tác phẩm tranh Trái tim và nòng súng, Cô Liên, Ngày chủ nhật, Thừa thắng xông lên.
- Dương Bích Liên với các tác phẩm tranh Bác hồ đi công tác, Chiều vàng, Mùa gặt, Hành quân đêm.
- Hoàng Tích Chù với các tác phẩm tranh sơn mài: Tổ đội công (1958), Bác Hồ trồng cây với thiếu nhi (1971), Mùa gặt, Đêm hậu cứ'.
- Nguyễn Văn Tỵ với các tác phẩm tranh sơn mài: Nhà tranh gốc mít (1958), Du kích Bắc Sơn (1958), Bắc Nam thống nhất (1961).
- Nguyễn Hải với các tác phẩm tượng Nguyễn Văn Trỗi, Gióng, Chiến Thắng Điện Biên Phủ, Mùa xuân chiến thắng, Đài tưởng niệm Hòa Bình, Thủ Khoa Huân.
- Nguyễn Khang với các tác phẩm tranh sơn mài: Đánh cá đêm trăng, Hòa bình và hữu nghị, Hành quân qua suối, Gia đình mục đồn.
- Nguyễn Sỹ Ngọc với các tác phẩm tranh sơn mài: Tình quân dân (1949, Đổi ca (1962), Chiến dịch Điện Biên Phủ (1980), Một ngày mới lại bắt đầu (1982).
- Nguyễn Thị Kim với các tác phẩm tượng, phù điêu: Chân dung Bác Hồ, Hạnh Phúc, Chân dung cháu gái, Nữ du kích, 11 cô gái tự vệ thành phố Huế.
- Lê Quốc Lộc với các tác phẩm tranh sơn mài: Qua bản cũ (1957), Ánh sáng đến (1957), Tiêu thổ kháng chiến (1958), Giữ lấy hòa bình (1962), Từ trong bóng tối (1982).

### Nhiếp ảnh (1 giải)
- Đinh Đăng Định với Bộ ảnh về Chủ tịch Hồ Chí Minh.

### Sân khấu (3 giải)
- Nghệ sĩ Nhân dân Thế Lữ với các vở kịch Đề thám, Cụ đạo sư ông.
- Đạo diễn Lộng Chương với các vở hài kịch Quẫn, A Nàng.
- Lưu Quang Vũ với các vở kịch Tôi và chúng ta, Lời thề thứ 9.

### Âm nhạc (9 giải)
- Huy Du với các ca khúc Bế Văn Đàn sống mãi, Đường chúng ta đi, Anh vẫn hành quân, Cùng anh tiến quân trên đường dài, Nổi lửa lên em.
- Xuân Hồng với các ca khúc Xuân chiến khu, Bài ca may áo, Tiếng chày trên sóc Bom Bo, Mùa xuân trên Thành phố Hồ Chí Minh, Người mẹ của tôi.
- Phan Huỳnh Điểu với các ca khúc Đoàn vệ quốc quân, Tình trong lá thiếp, Những ánh sao đêm, Bóng cây Kơ-nia, Thuyền và biển.
- Nguyễn Văn Tý với các ca khúc Mẹ yêu con, Vượt trùng dương, Bài ca năm tấn, Tấm áo mẹ vá năm xưa, Một khúc tâm tình của người Hà Tĩnh, Dáng đứng Bến Tre.
- Đại tá, Nghệ sĩ Ưu tú Nguyễn Đức Toàn với các ca khúc Quê em, Biết ơn chị Võ Thị Sáu, Đào công sự, Nguyễn Viết Xuân cả nước yêu thương, Tình em biển cả, Chiều trên bến cảng.
- Hoàng Vân với các ca khúc Hò kéo pháo, Quảng Bình quê ta ơi, Tôi là người thợ lò, Hai chị em, Hà Nội – Huế - Sài Gòn và vở vũ kịch Chị Sứ.
- Giáo sư, Nghệ sĩ Nhân dân Nguyễn Văn Thương với các ca khúc Đêm đông, Bình Trị Thiên khói lửa, Bài ca trong hang đá; các tác phẩm khí nhạc: Giao hưởng thơ Đồng khởi, Trở về đất mẹ, Vũ khúc Tây Nguyên; kịch múa Tấm Cám, Múa ô.
- Hoàng Hiệp với các ca khúc Câu hò bên bờ Hiền Lương, Cô gái vót chông, Ngọn đèn đứng gác, Trường Sơn đông – Trường Sơn tây, Viếng lăng Bác, Nhớ về Hà Nội
- Trần Hoàn với các ca khúc Lời ru trên nương, Một mùa xuân nho nhỏ, Giữa Mạc Tư Khoa nghe câu hò vi dặm, Lời Bác dặn trước lúc đi xa, Thăm bến Nhà Rồng.

### Múa (2 giải)
- Tập thể lớp biên đạo múa Cục Tuyên huấn, Tổng cục Chính trị cho kịch múa Ngọn lửa Nghệ Tĩnh.
- Tập thể Nhà hát Ca múa nhạc Việt Nam cho kịch múa Tấm Cám.

Trong đợt này các lĩnh vực Điện ảnh, Kiến trúc, Văn nghệ dân gian đều không có giải.

## Đợt 3 vào năm 2007[2]

### Văn học (1 giải)
- Nhà thơ Vương Kiều Ân (nữ sĩ Anh Thơ) với tập thơ Bức Tranh Quê (1941), tập hồi ký Từ Bến Sông Thương (2002).

### Sân khấu (1 giải)
- Giáo sư, Nghệ sĩ Nhân dân Nguyễn Đình Quang với tác phẩm, cụm công trình Tuyển tập Đình Quang (4 tập).

### Điện ảnh (3 giải)
- Đạo diễn, Nghệ sĩ Nhân dân Đặng Nhật Minh với phim truyện Thị xã trong tầm tay, Bao giờ cho đến tháng Mười, Hà Nội mùa đông năm 46, Mùa ổi.
- Đạo diễn, Nghệ sĩ Nhân dân Nguyễn Hải Ninh với phim truyện Vĩ tuyến 17 ngày và đêm, Em bé Hà Nội, Mối tình đầu, Người chiến sĩ trẻ và phim tài liệu Thành phố lúc rạng đông.
- Đạo diễn, Nghệ sĩ Nhân dân Bùi Đình Hạc với các phim truyện Nguyễn Văn Trỗi, Đường về quê mẹ và các phim tài liệu Anh Nguyễn Văn Trỗi sống mãi, Hồ Chí Minh - chân dung một con người, Nước về Bắc Hưng Hải, Nguyễn Ái Quốc đến với Lênin, Đường về Tổ Quốc.

### Nghệ thuật quân sự
- Ngày 24.2.2007, Chủ tịch nước đã ban hành Quyết định số 210/2007/QĐ-CTN tặng Giải thưởng Hồ Chí Minh về KH&CN cho công trình: Chiến tranh cách mạng Việt Nam 1945-1975 - Thắng lợi và bài học của Bộ Quốc phòng.

Danh sách tác giả của công trình: Đại tướng Đoàn Khuê; Đại tướng Văn Tiến Dũng; Thượng tướng Trần Văn Quang; Đại tá Hoàng Dũng; TS Lê Bằng; Trung tướng Phạm Quang Cận; PGS-TS Nguyễn Quốc Dũng; Trung tướng Trần Quang Khánh; Đại tá Đỗ Thọ Hồng; Đại tá Đỗ Xuân Huy; Đại tá Nguyễn Văn Minh; Ông Đống Ngạc; GS Nguyễn Văn Phùng; TS Lê Đình Sỹ; GS Ngô Vi Thiện; Thượng tá Bùi Văn Miễn.

## Đợt 4 vào năm 2012[3]

### Âm nhạc (2 giải)
- Văn Chung với các ca khúc Đợi anh về, Ba cô gái đảm. Đếm sao, Pì Noọng ơi; hợp xướng Bác đời đời vẫn sống; tác phẩm khí nhạc Tiếng sáo quê hương.
- Phạm Tuyên với các ca khúc: Những ngôi sao ca đêm, Từ Làng Sen, Đêm trên Cha Lo, Tiến lên Đoàn viên, Đảng đã cho tôi sáng mắt sáng lòng.

### Sân khấu (3 giải)
- Đạo diễn, Nghệ sĩ Nhân dân Nguyễn Đình Nghi với các vở diễn: Hồn Trương Ba da hàng thịt, Rừng trúc, Nguồn sáng trong đời, Nguyễn Trãi ở Đông Quan, Tiếng sấm Tây Nguyên.
- Đạo diễn, Nghệ sĩ Nhân dân Dương Ngọc Đức với các vở Tiền tuyến gọi, Đôi mắt, Người cầm súng, Masa, Tấm vóc Đại Hồng, Người công dân số 1, Khúc thứ 3 bi tráng.
- Nghệ sĩ Nhân dân Sỹ Tiến với các cụm tác phẩm: Những mảnh tình nghệ sỹ, Giành ánh sáng tự do và các công trình nghiên cứu Bước đầu tìm hiểu sân khấu cải lương, Nghệ thuật cải lương với vấn đề truyền thống, Một số vấn đề xung quanh nghệ thuật cải lương, Hướng dẫn sử dụng một số nhạc cụ dân tộc, Lịch sử Sân khấu Cải lương.

### Văn học (7 giải)
- Phạm Tiến Duật với các tác phẩm Đường dài và những đốm lửa, Tiếng bom và tiếng chuông chùa, Vừa làm vừa nghĩ.
- Hoàng Tích Chỉ với các kịch bản phim truyện: Trên vĩ tuyến 17, Biển gọi, Vĩ tuyến 17 ngày và đêm, Em bé Hà Nội, Mối tình đầu và kịch bản phim tài liệu Thành phố lúc rạng đông.
- Ma Văn Kháng với Truyện ngắn chọn lọc và các tiểu thuyết Mưa mùa hạ, Côi cút giữa cảnh đời, Gặp gỡ ở La Pan Tẩn.
- Hữu Thỉnh với các tác phẩm Thương lượng với thời gian, Trường ca biển.
- Thiếu tướng Hồ Phương với các tiểu thuyết Ngàn dâu, Những cánh rừng lá đỏ.
- Đỗ Chu với tập truyện ngắn Một loài chim trên sóng và tập tùy bút Tản mạn trước đèn.
- Lê Văn Thảo với các tác phẩm: Con đường xuyên rừng, Tuyển tập truyện ngắn.

### Mỹ thuật (1 giải)
- Nguyễn Gia Trí với các tác phẩm tranh Thiếu nữ trong vườn, Thiếu nữ bên ao Sen, Thiếu nữ bên hoa Phù Dung.

## Đợt 5 vào năm 2017[4]

### Âm nhạc (6 giải)
- Đại tá, tiến sĩ Doãn Nho với các tác phẩm Thanh xướng kịch: Trẩy hội Đền Hùng, Hoa Lư Thăng Long - Bài ca dời đô; Giao hưởng Khúc tưởng niệm, Liên khúc Giao hưởng 3 chương Chiến thắng.
- Phó giáo sư Chu Minh với các ca khúc: Tên người đẹp mãi Bến Tre, Non nước tên Người, Ngày ấy người đi dặm dài thế kỷ; Hòa tấu thính phòng: Trio cho Piano, violon và violoncelle, Khí nhạc Tuổi trẻ,...
- Giáo sư, Nghệ sĩ nhân dân Nguyễn Trọng Bằng với các ca khúc: Bão nổi lên rồi, Chúng ta là chiến sĩ công an, Vang mãi bản tình ca; Giao hưởng thơ Người về đem tới ngày vui, Hợp xướng và dàn nhạc giao hưởng: Trường ca Tây Bắc- Điện Biên Phủ.
- Hoàng Hà với Giao hưởng hợp xướng Côn Đảo và các ca khúc Gặp nhau trên đỉnh Trường Sơn, Cùng hành quân giữa mùa xuân, Đất nước trọn niềm vui, Tiếng rừng dương.
- Đại tá Thuận Yến với các ca khúc Vầng trăng Ba Đình, Người về thăm quê, Gửi em ở cuối sông Hồng, Con gái mẹ đã thành chiến sĩ, Chia tay hoàng hôn.
- Đại tá, Nghệ sĩ Nhân dân Đinh Ngọc Liên với các tác phẩm nhạc nghi lễ, khí nhạc và các ca khúc Phủ Thông chiến thắng, Hải cảng về ta.

### Sân khấu (3 giải)
- Tiến sĩ Trần Đình Ngôn với các vở kịch: Duyên nợ ba sinh, Nàng chúa ong, Những vần thơ thép.
- Mịch Quang với các cuốn sách nghiên cứu Đặc trưng nghệ thuật Tuồng, Khơi nguồn mỹ học dân tộc, Kinh dịch với nghệ thuật truyền thống và vở kịch Thanh Gươm Hát Bội.
- Giáo sư, Nghệ sĩ nhân dân Trần Bảng với sách Trần Bảng - Đạo diễn Chèo.

### Văn học (4 giải)
- Xuân Thiều với tiểu thuyết thiếu nhi Khúc hát mở đầu, tiểu thuyết Huế - mùa mai đỏ.
- Hữu Mai với tiểu thuyết Đêm yên tĩnh, Người lữ hành lặng lẽ.
- Xuân Quỳnh với tập thơ Lời ru trên mặt đất, Bầu trời trong quả trứng.
- Thu Bồn với tiểu thuyết Chớp trắng, Vùng pháo sáng và tập truyện ngắn Dưới tro.

### Múa (2 giải)
- Giáo sư, tiến sĩ, Nghệ sĩ Nhân dân Lê Ngọc Canh với các cuốn Đại cương nghệ thuật Múa, Nghệ thuật múa Chèo, Nghệ thuật múa tộc người Mạ.
- Nghệ sĩ Nhân dân Chu Thúy Quỳnh với các tiết mục múa Mùa xuân trên bản H’Mông, Hoa xuân đất nước, Hầu văn Xá Thượng Ngàn.

### Kiến trúc (1 giải)
- Tạ Quang Bạo với Tượng đài chiến thắng Quế Sơn (Quảng Bình) và Sông Lô.

### Văn nghệ dân gian (1 giải)
- Phó Giáo sư Ninh Viết Giao với tập sách Kho tàng vè xứ Nghệ.

### Nhiếp ảnh (1 giải)
- Lương Nghĩa Dũng với cụm tác phẩm Những khoảnh khắc để lại gồm 5 ảnh.

## Đợt 6 vào năm 2022[5]

### Văn học (2 giải)
- Hoàng Trung Thông (Đặc Công, Bút Châm) với các tập thơ Đường chúng ta đi (1960), Những cánh buồm (1964), Đầu sóng (1968), Tiếng thơ không dứt (1989).
- Bùi Hiển với tập truyện ký Trong gió cát (1965) và các tập truyện Hoa và thép (1972), Tâm tưởng (1985).

### Nhiếp ảnh (2 giải)
- Chu Chí Thành với bộ ảnh Hai người lính.
- Võ Nguyên Nhân (Võ An Khánh) với bộ ảnh Anh hùng - Bất khuất - Trung hậu - Đảm đang.

### Múa (5 giải)
- Nghệ sĩ Nhân dân Đặng Hùng (Đặng Phải, Bồng Sơn) với các tiết mục múa Nước về, Vũ khúc Raklây, Óng ánh tơ vàng.
- Nghệ sĩ Nhân dân Vũ Việt Cường với tiết mục múa Mâm vàng, tổ khúc múa Sài Gòn ngày ấy, kịch múa Chuyện tình non sông.
- Nghệ sĩ Nhân dân Lê Văn Khình (Lê Khình) với các tiết mục múa Những bông hoa đỏ của rừng, Những cô gái Phiêng Hào.
- Nghệ sĩ Nhân dân Ứng Duy Thịnh với các tác phẩm kịch múa Đất nước,Ngọn lửa và cuốn sách Con đường dân gian đến sáng tạo múa chuyên nghiệp.
- Nghệ sĩ Nhân dân Nguyễn Thị Hiển với tác phẩm thơ múa Hoa phong lan trên đỉnh Truông Bồn, tiết mục múa Xuân về trên bản Khơ Mú, Bức tranh thôn nữ.

### Âm nhạc (2 giải)
- Hồng Đăng (Phan Hồng Đăng) với cụm tác phẩm Lênh đênh, Đêm hành hương về huyền thoại, Buổi tối chuyện một căn nhà nhỏ, Khao khát, Gửi một câu hát cho Tokyo (1999).
- Văn Ký (Vũ Văn Ký) với giao hưởng thơ Ru con, hành khúc Tiến lên thanh niên thế hệ Hồ Chí Minh, Hà Nội mùa xuân (1979).

### Hội họa (1 giải)
- Nguyễn Văn Chước (Bùi Trang Chước) với thiết kế mẫu Huân chương Sao Vàng, Huân chương Hồ Chí Minh, Huân chương Độc lập, Huân chương Lao động, Quốc huy Việt Nam và tác phẩm Khu gang thép Thái Nguyên.

### Sân khấu (3 giải)
- Giáo sư Hoàng Châu Ký với cuốn sách Tuồng cổ (1978) và các kịch bản sân khấu Thanh gươm chủ chiến, Trần Quý Cáp.
- Xuân Trình (Nguyễn Xuân Trình) với kịch bản sân khấu Quê hương Việt Nam (1967), Bạch đàn liễu (1973), Đợi đến mùa xuân (1986).
- Xuân Đức (Nguyễn Xuân Đức) với các kịch bản sân khấu Ám ảnh, Những mặt người thấp thoáng, Nhiệm vụ hoàn thành và tuyển tập kịch Chứng chỉ thời gian.

### Điện ảnh (1 giải)
- Nghệ sĩ Ưu tú Phan Thế Dõng (Trần Nhu, Nguyệt Hải) với các phim tài liệu Du kích Củ Chi, Hạt lúa vành đai, Đội nữ pháo binh Long An.